# Rancore
Rancore é uma banda brasileira de rock, formada em 2001 na cidade de São Paulo.
A banda tem influências de punk rock, hardcore punk e outros gêneros. A última formação foi composta por Teco Martins (vocal), Candinho Uba (guitarra), Caggegi (baixo) e Ale Iafelice (bateria). O último álbum da banda é o aclamado Seiva, de 2011, e em 2021 a banda retornou aos palcos em comemoração aos 10 anos do álbum.

## História
O Rancore surgiu em 2001 quando Candinho (bateria) convidou Teco Martins (guitarra e vocal) e Renan (ex-baixista) para fazer um som em sua casa após a aula. A banda começou com o proposito de se divertir, mas começaram a "acreditar" na sua música e mudaram pela primeira vez a formação da banda. Na nova formação, Teco Martins assumiria apenas os vocais e Candinho passou para a guitarra. Completaram a banda: Edu (guitarra), Renan (baixo) e Grillo (bateria). O primeiro trabalho da banda foi uma demo chamada Galo Insano, que foi gravada de forma caseira. A formação que gravou o EP contava com: Teco Martins (vocal e baixo), Candinho Uba (guitarra), Edu (guitarra) e Grillo (bateria). Como Teco não era baixista, e Renan havia saído da banda, quem assumiu o baixo da banda foi Conrado Grandino (atualmente no NX Zero, e na época chamado de TxGx - uma abreviatura para Touro Grandino). Antes de gravar o primeiro álbum oficial da banda, Yoga, Stress e Cafeína, mais dois integrantes deixaram a banda: Grillo (bateria) e Edu (guitarra). Nos seus lugares entraram, respectivamente, Alê Iafelice e Marcelo Cabelera.
O álbum então foi lançado em 2006, com músicas como "Cicatrizes", "MEI", "Yoga, Stress e Cafeína" e outros. O disco tinha uma temática mais adolescente e melancólica. Antes do segundo álbum, mais uma perda, TxGx (baixo), também deixa a banda. Em seu lugar entra André Mineli (Alemão).
Liberta foi lançado em 2008, disco que alcançou um sucesso absurdo para uma banda independente, dessa vez uma temática voltada a causas sociais, politicas e ecológicas, e foi o disco que "deu forma a banda".
Com dois discos lançados de forma independente na bagagem e mais duas mudanças na formação, a banda assinou em 2010 com a Deckdisc, dando início aos ensaios para a criação daquele que acabaria por ser o seu terceiro álbum, Seiva. A formação da banda que gravou Seiva inclui Alê Iafelice (bateria), Candinho Uba (guitarra), Caggegi (baixo), Gustavo Teixeira (guitarra) e Teco Martins (vocal). Seiva foi masterizado para CD e vinil no estúdio Bernie Grundman Mastering, em Los Angeles, cujo dono, Bernie Grundman, é um dos três maiores masterizadores dos Estados Unidos. Rodrigo Lima, vocalista do Dead Fish, faz participação especial na canção "Seleção Natural". O álbum gerou ótima repercussão e fez aumentar o número de fãs da banda. O álbum foi eleito o Melhor Disco Nacional de 2011 pelo site TMDQA!. A banda lançou um videoclipe para o primeiro single do álbum, "Jeito Livre".
A banda fez uma participação junto com o NX Zero e One Night Only no VMB 2011. Em 29 de maio de 2011, a banda se apresentou no Sampa Music Festival, sendo uma das três principais atrações do festival, ao lado das populares bandas Fresno e Gloria. Outro feito da banda, foi conseguir emplacar o single "Mãe" do álbum Seiva na trilha sonora da série Malhação.

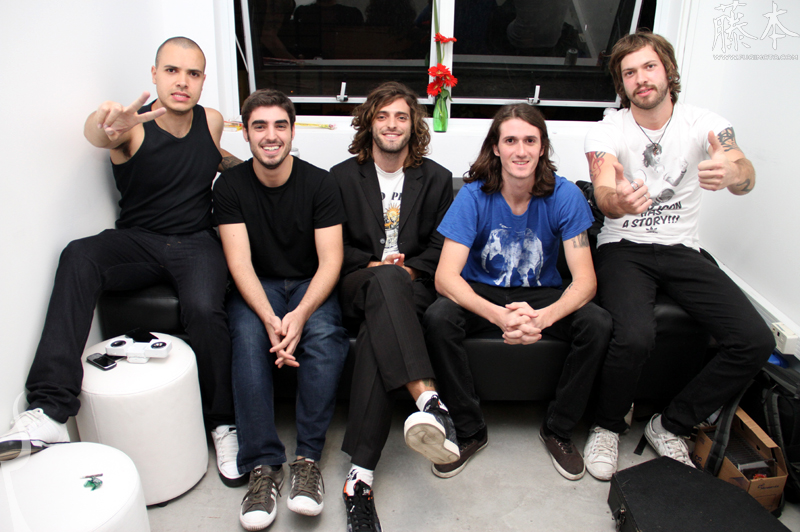
Rancore em Outubro de 2011

Em abril de 2014, com a ida de Candinho para outro país, a banda anunciou hiato por tempo indeterminado e uma turnê de despedida. No final de 2014, lançam um disco com músicas ao vivo e raridades chamado Acervo Rancore.
Em 2017, a banda se reuniu para uma turnê especial de 17 shows pelo Brasil entre os meses de janeiro e fevereiro.
Em 2021, a formação clássica que gravou o álbum Seiva de 2011, se reuniu para se apresentar em uma Live, e nesse show deram a noticia que a banda fará uma nova turnê com a atual formação.
Em agosto de 2023, a banda se apresenta no Oxigênio Festival, em São Paulo. Em 13 de dezembro de 2023, a banda anuncia a “Turnê Relâmpago” para 2024. A banda também foi confirmada para o Festival Lollapalooza Brasil 2024.

## Integrantes

### Última formação
- Teco Martins - vocal
- Candinho Uba - guitarra
- Gustavo Teixeira - guitarra
- Rodrigo Caggegi - baixo e vocal
- Ale Iafelice - bateria e vocal

### Ex-integrantes
- Leonardo Grillo - bateria
- Renan - baixo
- Edu Viana- guitarra
- Thito Duarte - bateria
- Conrado  Grandino - baixo
- Marcelo Cabelera - guitarra
- Alemão - baixo

## Discografia
Álbuns de estúdio
- Yoga, Stress e Cafeína (2006)[30]
- Liberta (2008)[31]
- Seiva (2011)[32]

Álbuns ao vivo
- Rancore (Ao Vivo) (2016)[30]